# Miconia neurotricha
Miconia neurotricha är en tvåhjärtbladig växtart som beskrevs av Célestin Alfred Cogniaux. Miconia neurotricha ingår i släktet Miconia och familjen Melastomataceae. Inga underarter finns listade i Catalogue of Life.